# 安東聖空
安東 聖空（あんどう せいくう、1893年8月19日 - 1983年3月3日）は、日本の書家。文化功労者。本名・正郎（まさお）。別号に梅雪。

## 来歴
兵庫県生まれ。1914年姫路師範学校（現在の兵庫教育大学）卒、1922年兵庫県立神戸第一高等女学校（現在の兵庫県立神戸高等学校）教諭。20代後半より日下部鳴鶴の門人、近藤雪竹に師事して漢字を学ぶ。
かなは、平安朝の代表的古筆『粘葉本和漢朗詠集』に範を求め独習。1925年桑田笹舟らと正筆会を結成。この会には兵庫県立第一高等女学校やその流れを汲む兵庫県立神戸高等学校の関係者が多いという。
1929年かな書道研究誌『かなとうた』を創刊。当時かな書道はマイナーで、書壇の重鎮、丹羽海鶴から「君が神戸のかな書きか」というひと言を浴びた。安東はその言葉に発憤、かなの研究に生涯を捧げる覚悟を抱いたという。1941年、安東は兵庫県立第一高等女学校を辞し、書道一本の生活に身を投じるも、その直後に18歳の一人娘を失う。悲嘆に暮れつつも研究の歩みは止まることなく、「かな」一筋に歩み、戦後は日展でもかな書きの第一人者として審査員、評議員をつとめる。その努力は見事に開花する。1953年の日展出品作を文部省が買い上げ、1957年には戦後初の式年遷宮を迎えた伊勢神宮の社宝として作品が永久保存された。
また、第二次世界大戦後は『正筆』を創刊、主宰する。
1949年日本書道院副会長、1950年日展審査員、1951年兵庫文化賞受賞、1954年日展参事。1956年日本書芸院理事長、1958年日展評議員、同年、訪中書道代表団副団長として1ヶ月中国各地を歴訪。1959年日本書芸院会長。1970年日展参与、1973年顧問。1961年、日展出品「みなそこ」で日本芸術院賞受賞、1968年勲四等旭日小綬章受章、1972年日本芸術院会員、1973年神戸市文化賞、1974年勲三等瑞宝章受章、1980年、かな書家では初の文化功労者。1982年正月に宮中歌会始召人。
古典に裏打ちされた清楚なかな美が多くの支持を集め、かな書壇の重鎮として活躍。手本『梅雪かな帖』全5巻、著書『古典かなの美』全3巻がある。

## 著書
- 『聖空作品集』二玄社、1965年。
- 『寸松庵色紙 ; 継色紙』書芸文化院、1968年。
- 『安東聖空』筑摩書房〈現代書道教室〉、1971年。
- 『聖空百人一首』講談社、1977年。
- 『書のこころ』（宇野雪村共著）柏書房、1979年。
- 『安東聖空』芸術新聞社〈墨New Classic Series〉、2010年。

『梅雪かな帖 全5巻』（6版）松林堂、1936年。
- 『梅雪かな帖 巻1（かなのはじめ）』（6版）、1936年。
- 『梅雪かな帖 巻2（みそのの松 : 昭憲皇太后御歌集）』（6版）、1936年。
- 『梅雪かな帖 巻3（ふきの花 : 昭憲皇太后御歌集）』（6版）、1936年。
- 『梅雪かな帖 巻4（四季おりおり）』（6版）、1936年。
- 『梅雪かな帖 巻5（はな吹雪）』（6版）、1936年。
- 『梅雪かな帖 上』2000年。
- 『梅雪かな帖 中』2000年。
- 『梅雪かな帖 下』2001年。

『仮名書道研究叢書 全6巻』書芸文化院、1961-1964年。
- 『仮名書道研究叢書 第1巻』1961年。
- 『仮名書道研究叢書 第2巻』1961年。
- 『仮名書道研究叢書 第3巻(継色紙)』1961年。
- 『仮名書道研究叢書 第4巻』1961年。
- 『仮名書道研究叢書  第5巻 (関戸本古今集)』1962年。
- 『仮名書道研究叢書  第6巻』1964年。

『古典かなの美 全3巻』書芸文化院、1968-1969年。
- 『古典かなの美 寸松庵色紙 ; 継色紙』1968年。
- 『古典かなの美 関戸本古今集 ; 元永本古今集』1969年。
- 『古典かなの美 高野切一種・二種・三種 ; 御物和漢朗詠集粘葉本』1969年。

『かな古筆美の研究 全7巻』同朋舎出版、1980-1986年。
- 『かな古筆美の研究  第1巻 (高野切篇)』1982年。
- 『かな古筆美の研究 第2巻 (御物粘葉本和漢朗詠篇)』1985年。
- 『かな古筆美の研究 第3巻 (寸松庵色紙篇)』1981年。
- 『かな古筆美の研究 第4巻 (継色紙篇)』1982年。
- 『かな古筆美の研究 第5巻 (関戸本古今篇)』1980年。
- 『かな古筆美の研究 第6巻 (元永本古今篇)』1981年。
- 『かな古筆美の研究 第7巻 (総論「ほんとうのかな」)』1986年。

### 自伝
- 『安東聖空 一途の45年』書芸文化院〈書芸ライブラリー 第2 現代書家生いたちの記〉、1960年。
- 神戸新聞学芸部 編『安東聖空』のじぎく文庫〈わが心の自叙伝 2〉、1968年。

### 監修
- 『名筆かな連綿字典』（中田剛直・牛島倫子編集、新装版）柏書房、2004年。